# Provesende, Gouvães do Douro e São Cristóvão do Douro
Provesende, Gouvães do Douro e São Cristóvão do Douro (llamada oficialmente União das Freguesias de Provesende, Gouvães do Douro e São Cristóvão do Douro) es una freguesia portuguesa del municipio de Sabrosa, distrito de Vila Real.

## Historia
Fue creada el 28 de enero de 2013 en aplicación de una resolución de la Asamblea de la República de Portugal promulgada el 16 de enero de 2013 con la unión de las freguesias de Gouvães do Douro, Provesende y São Cristóvão do Douro, pasando su sede a estar situada en la antigua freguesia de Provesende.

## Demografía
| Gráfica de evolución demográfica de Provesende, Gouvães do Douro e São Cristóvão do Douro entre 2011 y 2021 |
| |
| Datos según el nomenclátor publicado por el INE portugués.                                                  |